# فهرست کلمات انگلیسی بدون U پس از Q

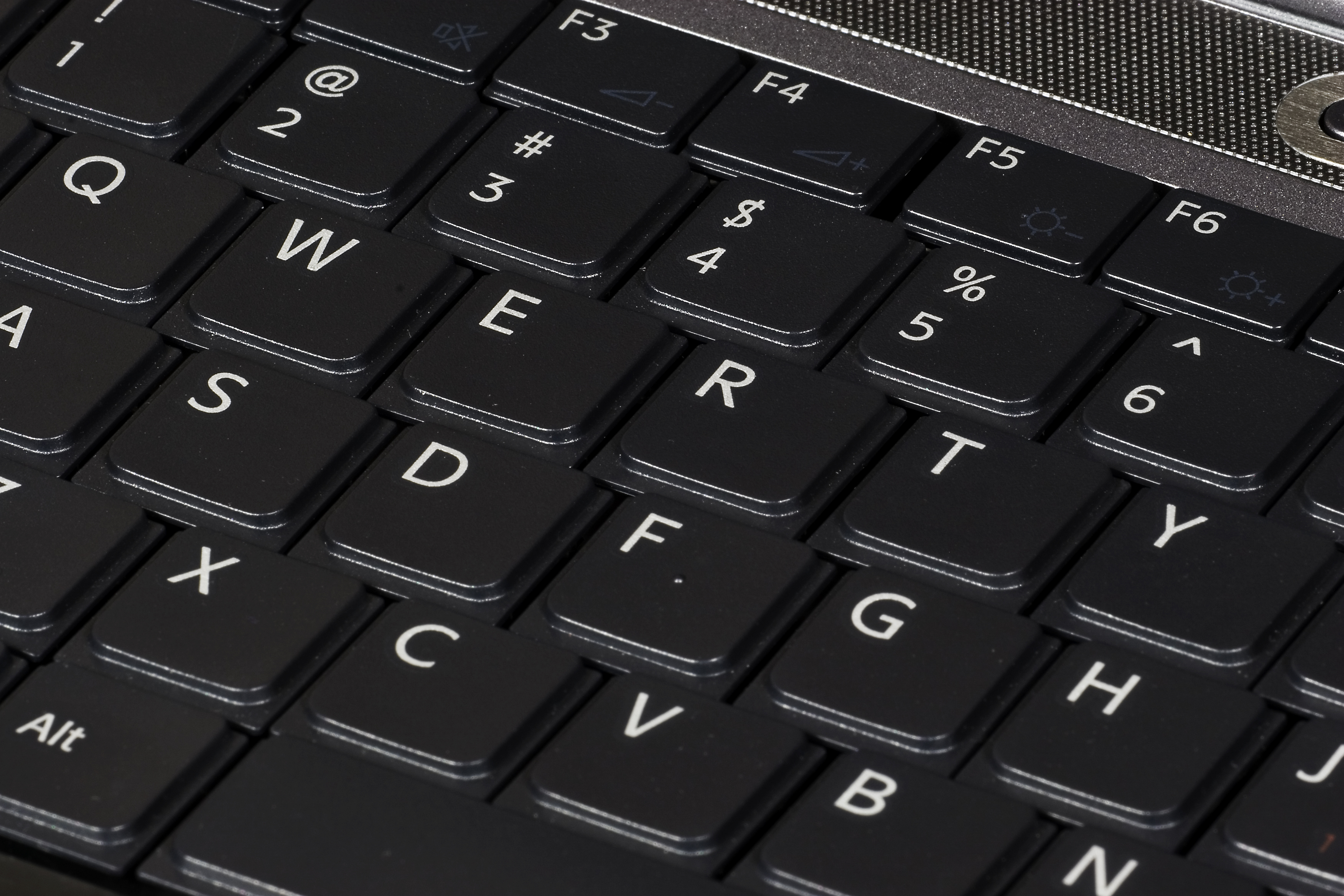
QWERTY، یکی از معدود کلمات بومی انگلیسی با Q که U پس از آن نمی‌آید، از شش حرف اول پوسته صفحه کلید استاندارد گرفته شده است.

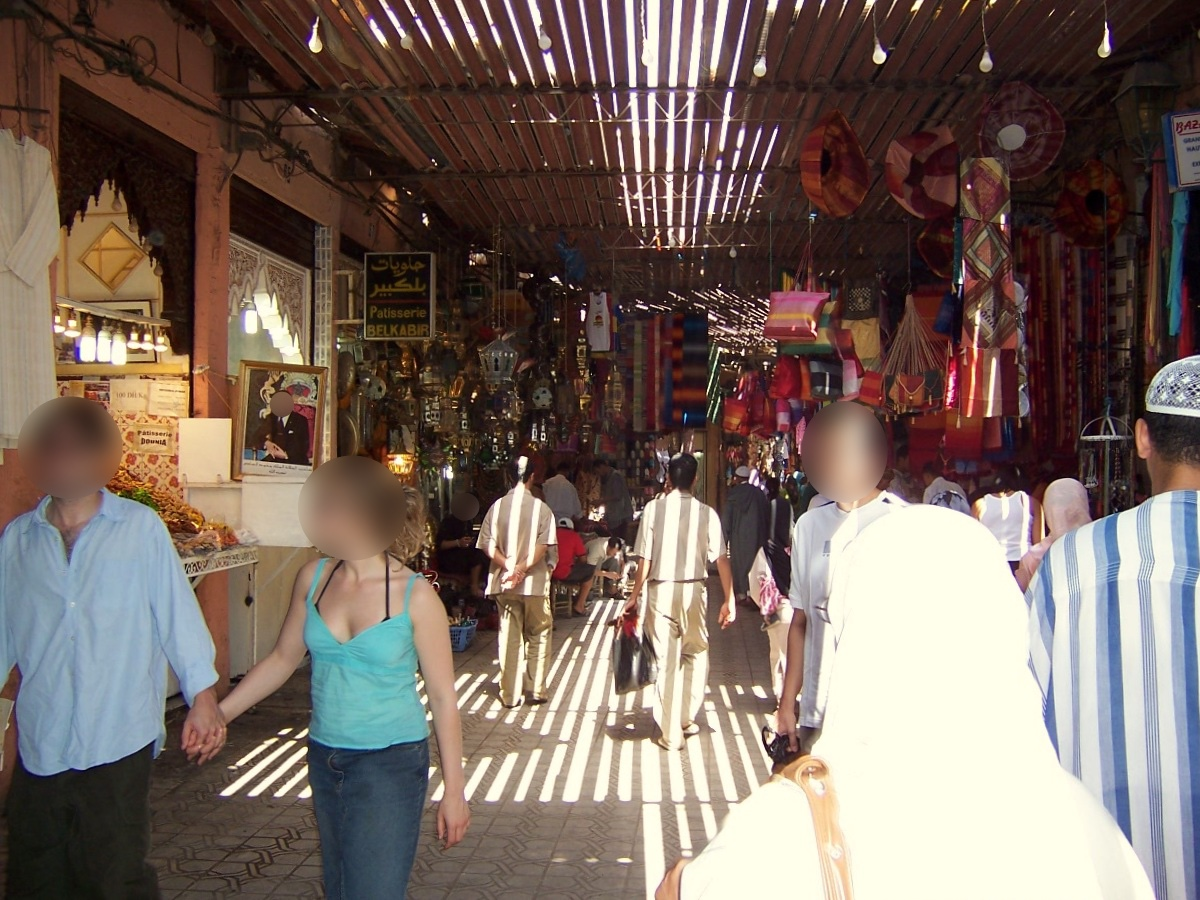
یک سوق (به انگلیسی Souq) در مراکش. Souq نیز مانند ۳۲ کلمه از ۷۲ کلمه انگلیسی دیگر که از Q استفاده می‌کنند و U ندارد، ریشه عربی دارد.

در انگلیسی، حرف Q معمولاً با حرف U همراه می‌شود، اما برخی استثنائات نیز وجود دارد. عمدهٔ این استثنائات از زبان‌های عربی، چینی، عبری، اینوکتیتوت یا سایر زبان‌هایی که از الفبای انگلیسی استفاده نمی‌کنند، سرچشمه می‌گیرند؛ معمولاً حرف Q در این گونه واژگان شامل صدایی است که در انگلیسی یافت نمی‌شود. به عنوان مثال، در الفبای پین‌یین چینی، فرد انگلیسی‌زبان qi را به صورت /tʃi/ (مانند «چی» در فارسی) تلفظ می‌کند. در مثالی دیگر، Q نشان‌دهندهٔ صامتِ «انسدادی ملازی بی‌واک» در عربی استاندارد است مانند سوق، وقف یا قرآن. در عربی چنین مرسوم است که حرف ق، با Q جایگزین می‌شود؛ در عربی ق کاملاً با با ک که با حرف K در انگلیسی متناظر است متفاوت است. برای روشن‌تر شدن این تفاوت می‌توان به اختلاف معنایی دو کلمه عربیِ قلب /qalb/ و کلب /kalb/ اشاره کرد. با این حال، گاهی املاهای جایگزین پذیرفته می‌شوند، که از K (یا گاهی C) به جای Q استفاده می‌کنند. مانند Koran (Qur'ān) یا Cairo (al-Qāhira).
از ۸۲ واژه نوشته شده در این فهرست، ۷۸ واژه از آن‌ها اسم هستند یا می‌توانند به عنوان اسم بکار روند، که عمدهٔ آنان وام‌واژه هستند. تنها واژگان انگلیسی امروزی که حاوی Q هستند و پس از آن U نمی‌آید و از زبان دیگری وام گرفته نشده‌اند freq ,qiana ,QWERTY و tranq هستند؛ که از این میان دو تا (freq و tranq) شکل مخفّف‌شدهٔ واژگانی است که هم شامل Q و هم شامل U هستند. در هر حال، همه وام‌واژه‌های موجود در این فهرست بر اساس حداقل یک فرهنگ لغت اصلی انگلیسی (منابع را ببینید)، درنظر گرفته شده‌اند، اغلب به این دلیل که آنها به مفاهیم یا نقش‌های اجتماعی اشاره می‌کنند که معادل دقیقی در زبان انگلیسی ندارند. برای نوشته شدن کلمات در اینجا، آنها باید در مدخل خود در فرهنگ لغت نوشته شوند. کلماتی که فقط به عنوان بخشی از یک عبارت طولانی‌تر آمده‌اند مشمول این فهرست نمی‌شوند.
اسامی خاص در فهرست گنجانده نشده است. علاوه بر این، نام مکان‌ها و نام‌های شخصی بسیاری وجود دارد که بیشتر از کشورهای عرب زبان، آلبانی یا چین سرچشمه می‌گیرند که دارای Q بدون U هستند. آشناترین آنها کشورهای عراق (Iraq) و قطر (Qatar) به همراه کلمات مشتق شدهٔ Iraqi و Qatari است. به‌طور کلی در انگلیسیِ آمریکایی و کانادایی، در حال حاضر ۴٬۴۲۲ کلمه با Q و بدون U وجود دارد که شامل کلمات ذکر شده در جدول زیر است.
همه کلمات فهرست شده با افزودن -s یا -es به انتهای کلمه قابل جمع هستند، مگر مواردی که ذکر شده باشد. منابع یاد شده در ستون «منابع» مربوط به واژگان اصلی در ستون یک است، املاهای دیگر به صورت جداگانه منبع دهی می‌شوند. منابع ذکر شده گزینشی هستند و عدم اشاره به یک فرهنگ لغت خاص لزوماً به این معنی نیست که این کلمه در آن فرهنگ لغت نیامده است.
Iqaluit، پایتخت قلمرو نوناووت کانادا، دارای Q است که مستقیماً توسط U دنبال نمی‌شود. کلمهٔ Qaqortoq در گرینلند نیز به داشتن سه Q معروف است. سایر اسامی و اختصارات خاص که به انگلیسی راه پیدا کرده‌اند عبارتند از: Compaq (یک شرکت رایانه‌ای)، Nasdaq (بازار سهام الکترونیکی ایالات متحده)، Qantas (یک شرکت هواپیمایی استرالیایی) و QinetiQ (یک شرکت فناوری انگلیسی). Saqqara (مدفن باستانی در مصر) نیز یک اسم خاص است که به دلیل استفاده از Q دوگانه قابل توجه است.

## کلمات
با ریشهٔ عربی
      با ریشهٔ عبری
      با ریشهٔ لاتین
      با ریشهٔ ژرمنی
      با ریشهٔ ایرانی یا هندوآریایی
      با ریشهٔ چینی
      با ریشهٔ آلبانیایی
      با ریشهٔ اسکیمو-آلیوت
| واژه        | معنا                                                                                         | منابع                       | اشکال دیگر | ریشه |
| ----------- | -------------------------------------------------------------------------------------------- | --------------------------- | --- | --- |
| bianqing    | یک ساز کوبه‌ای باستانی چینی                                                                   | [MW]                        | | چینی سنتی: 編磬 |
| buqsha      | بقشه، واحد پول سابق یمن                                                                      | [L]                         | همچنین به صورت bogache | عربی |
| burqa       | برقع، حجابی که برخی زنان مسلمان از آن استفاده می‌کردند                                        | [ODE][LC][C][AHC][OED]      | همچنین به صورت burka, burkha، یا burqua | از اردو و فارسی «بُرقَع»، از عربی «بُرقُع»                                                                                               |
| cinq        | عدد پنج، که در تاس یا کارت نشان داده شده است                                                 | [ODE][COD][OED]             | | فرانسوی cinq «پنج» |
| cinqfoil    | گیاهی از سردهٔ پنجه‌برگ یا طرح زینتی آن                                                        | [SOED][OED]                 | معمولاً به شکل cinquefoil نوشته می‌شود | انگلیسی میانه، وام گرفته‌شده از لاتین quinquefolium، از quinque «پنج» + folium «برگ»                                                  |
| coq         | کوتاه کردن پرهای خروس روی کلاه یک زن                                                         | [WI]                        | | فرانسوی coq «خروس» |
| faqih       | فقیه                                                                                         | [RHW]                       | مفرد faqihs یا fuqaha [RHU] | عربی فَقِیه |
| faqir       | فقیر، زاهد مسلمان                                                                            | [L]                         | معمولاً به صورت fakir نوشته می‌شود | عربی فَقِیر «تهی‌دست» |
| fiqh        | فقه                                                                                          | [ODE]                       | | عربی فِقْه «درک کردن» |
| freq        | فرکانس                                                                                       |                             | | مخفّف شدهٔ frequency |
| inqilab     | انقلاب، انقلاب در هند یا پاکستان                                                             | [C]                         | | عربی إِنْقِلَاب |
| mbaqanga    | سبک موسیقی آفریقای جنوبی                                                                     | [ODE][C][W]                 | | زولو umbaqanga «نان ذرت بخارپز شده»                                                                                                  |
| miqra       | تنخ یا متن عبری کتاب مقدس                                                                    | [WI]                        | | عبری מקרא |
| muqaddam    | سرپرست بنگلادشی یا پنجابی                                                                    | [C]                         | | عربی مُقَدَّم |
| nastaliq    | نستعلیق، نوعی خط خوشنویسی فارسی                                                              | [OED]                       | همچنین به صورت nastaleeq، یا کوتاه شده به شکل taliq [OED]                                                                                          | فارسی نستعلیق، از ترکیب naskh + ta`liq                                                                                               |
| niqab       | نقاب، حجابی برای صورت که برخی از زنان مسلمان از آن استفاده می‌کنند                            | [ODE]                       | همچنین به صورت niqaab | از عربی نِقَاب |
| pontacq     | شرابی شیرین از پونتاک                                                                        | [OED]                       | | فرانسوی |
| q           | Q یا q هفدهمین حرف الفبای انگلیسی امروزی است                                                 | [MW]                        | | لاتین، احتمالاً در اصل ناشی از اثرگذاری اتروسکی و یونانی باستان                                                                       |
| qabab       | کباب، نوعی غذا متشکل از تکه‌های گوشت پخته‌شده                                                  | [OED]                       | معمولاً به اشکال دیگر همچون kebab, kebap, kebob, kibob, kebhav, kephav, kebabie, یا kabob نوشته می‌شود                                               | فارسی کباب |
| qabalah     | کابالا، شکلی از عرفان یهودی                                                                  | [C][AHC][WI]                | معمولاً به اشکال دیگر همچون Kabbalah, Qabala [AHC]، Qabbala [WI]، Cabalah و غیره نوشته می‌شود. کلمات مشتق شده شامل qabalism ,qabalist، و qabalistic. | عبری קַבָּלָה |
| qadarite    | یکی از اعضای قادریه                                                                          | [RHU]                       | | |
| qadariyah   | قدریه، در اسلام، پیروان آموزهٔ اراده آزاد                                                     | [RHU]                       | همچنین به صورت Qadariya [RHU] | |
| qaddish     | قدیش، نوعی مرثیهٔ عزاداری در یهودیت                                                           | [C]                         | معمولاً به صورت Kaddish | عبری קדיש |
| qadi        | قاضی، قاضی مسلمان                                                                            | [L][C][W][OED][AOX]         | همچنین به اشکال qadhi [OED]، qaadi, kadi, kazi qaadee یا qazi [OED]                                                                                | عربی قَاضِی |
| qadiriyah   | در اسلام، دستور صوفیانه                                                                      | [RHU]                       | همچنین به صورت Qadiriya [RHU] | عربی القَادِرِیَّة |
| qaf         | ق، بیست‌ویکمین حرف الفبای عربی و بیست‌وچهارمین حرف الفبای فارسی                                | [RHW]                       | همچنین به صورت qaph یا qap | عربی قَاف |
| qaid        | قائد، رئیس قبایل مسلمان                                                                      | [RHW]                       | همچنین به صورت caid یا kaid | عربی قَائِد، «رهبر، فرمانده» |
| qaimaqam    | قائم‌مقام، یک مقام کوچک درامپراتوری عثمانی                                                    | [C][OED]                    | همچنین به صورت kaymakam, kaimakam, caimacam، یا qaim makam                                                                                         | از عربی قَائِم + مَقَام، به معنای «ایستاده در جایی»                                                                                      |
| qalamdan    | قلمدان                                                                                       | [C]                         | | فارسی |
| qalandar    | قلندر، یکی از اعضای گروه دراویش                                                              | [RHU]                       | همچنین به صورت calender یا capitalised | |
| qanat       | قنات، نوعی مجرای آبرسانی که در شمال آفریقا و خاورمیانه یافت می‌شود                            | [ODE][C][OED][AOX]          | همچنین به صورت kanat, khanat, kunut, kona konait, ghanat، یا ghundat                                                                               | فارسی، عربی به معنای «کانال» |
| qapik       | قپیک، واحد پول آذربایجان معادل یک صدم منات                                                   | [MW]                        | همچنین به صورت gepik یا gopik | آذری qəpik و تا حدی از روسی kopéjka.                                                                                                 |
| qanun       | قانون، نوعی ساز ایرانی                                                                       | [OED]                       | همچنین به صورت qanon یا kanun [OED] | عربی قَانُون، «قاعده، اصل یا حالت» |
| qasida      | قصیده، گونه‌ای از شعر                                                                         | [C][OED][AOX]               | همچنین به صورت qasidah | عربی قَصِیدَة |
| qat         | قات، نوعی درختچه عربی که به عنوان مخدر استفاده می‌شود                                         | [L][C][OED]                 | معمولاً به صورت khat, kat یا gat | عربی |
| qawwal      | قوال، شخصی که موسیقی قوالی را تمرین می‌کند                                                    | [ODE][C][AOX]               | | |
| qawwali     | قوالی، موسیقی عبادی صوفیان                                                                   | [ODE][C][AOX]               | | عربی قوَّالِی (qawwāli) «پرگو یا خواننده»                                                                                               |
| Q.E.D.      | کیوئی‌دی، در پایان اثبات استفاده می‌شود                                                        | [Co]                        | | لاتین مخفّف شدهٔ quod erat demonstrandum                                                                                               |
| qepiq       | قپیک، واحد پول آذربایجان                                                                     | [AH]                        | همچنین به صورت qapik یا qepik | آذری qəpik |
| qere        | خواندن حاشیه‌ای در انجیل عبری                                                                 | [OED][WI]                   | همچنین به صورت qeri [WI] یاqre [WI] | ارمنی קְרֵי، «[آنچه] می‌خوانید» |
| qhat        | املای منسوخ شده از what                                                                      | [OED]                       | | به احتمال زیاد دارای منشأ اسکاتلندی؛ که بر اساس یک املای قدیمی از "quh-" یا "qh-" در جایی که در انگلیسی "wh-" داشت، استفاده می‌کردند. |
| qheche      | املای منسوخ شده which                                                                        | [OED]                       | | به احتمال زیاد دارای منشأ اسکاتلندی؛ که بر اساس یک املای قدیمی از "quh-" یا "qh-" در جایی که در انگلیسی "wh-" داشت، استفاده می‌کردند. |
| qhom        | املای منسوخ شده از whom                                                                      | [OED]                       | | به احتمال زیاد دارای منشأ اسکاتلندی؛ که بر اساس یک املای قدیمی از "quh-" یا "qh-" در جایی که در انگلیسی "wh-" داشت، استفاده می‌کردند. |
| qhythsontyd | املای منسوخ شده Whitsuntide (روز پنطیکاست)                                                   | [OED]                       | | به احتمال زیاد دارای منشأ اسکاتلندی؛ که بر اساس یک املای قدیمی از "quh-" یا "qh-" در جایی که در انگلیسی "wh-" داشت، استفاده می‌کردند. |
| qi          | چی، در فرهنگ چینی، نیروی زندگی فیزیکی است                                                    | [ODE][C][AHC][OED]          | معمولاً به صورت chi یا ki | چینی ساده: 气; چینی سنتی: 氣 |
| qiana       | یک نوع نایلون                                                                                | [OED]                       | | در اصل یک علامت تجاری از «داو دوپون»، که درحال حاضر عمومی است                                                                        |
| qibla       | قبله، آن نقطه‌ای که مسلمانان به سمت آن نماز می‌خوانند                                          | [ODE][COD][C][OED][AOX]     | همچنین به صورتqiblah [OED] ،kiblah ,qiblih kibla یا qib'lah [RHU]، گاهی با حروف بزرگ                                                               | عربی از «مقابل» |
| qibli       | قبلی، نام محلی لیبی برای سیروکو، بادی جنوب شرقی مدیترانه‌ای                                   | [OED]                       | همچنین به صورت ghibli | عربی قِبلی، از قبله می‌آید |
| qid         | چهار بار در روز                                                                              | [MW]                        | | لاتین quater in die |
| qigong      | چی کونگ، سیستم تمرینات پزشکی چینی                                                            | [ODE][C][AOX]               | همچنین به صورت chi gong ,ki gong، یا chi kung | چینی ساده: 气功; چینی سنتی: 氣功 |
| qin         | طبقه‌بندی آلات موسیقی چینی                                                                    | [AOX]                       | | چینی سنتی: 琴 |
| qinah       | مرثیه‌ای عبری                                                                                 | [WI]                        | همچنین به صورت kinah؛ مفرد qinot, qinoth و qindarkë                                                                                                | عبری קינה |
| qindar      | واحد پول آلبانیایی، معادل یک صدم لِک                                                          | [ODE][L][C]                 | مفرد qindarka [L] یا qindars [C]. همچنین به صورت qintar [L][C][AOX] یا quintal                                                                     | آلبانیایی |
| qing        | زنگ چینی                                                                                     | [MW]                        | همچنین به صورت: ch'ing | چینی سنتی: 磬 |
| qinghaosu   | دارویی به نام آرتمیسینین، برای درمان مالاریا استفاده می‌شود                                   | [C]                         | | چینی سنتی: 青蒿素 |
| qingsongite | یک ماده معدنی کمیاب که در چین یافت می‌شود                                                     |                             | مفرد qingsongites | نامگذاری شده از Qingsong Fang |
| qinter      | سیستم پول آلبانی                                                                             | [OED]                       | | آلبانیایی |
| qipao       | لباس سنتی چینی                                                                               | [OED]                       | همچنین به صورت chi pao | چینی سنتی: 旗袍 |
| qiran       | قِران، واحد پول ایران بین ۱۸۲۵ تا ۱۹۳۲                                                        | [MW]                        | همچنین به صورت: kran | فارسی |
| qirsh       | قرش، واحد پولی عربستان سعودی و قبلاً کشورهای مختلف دیگر                                       | [RHU]                       | همچنین به صورت qurush, qursh, gursh, girsh یا ghirsh                                                                                               | |
| qiviut      | پشم گاو مشک                                                                                  | [OED]                       | | اینوکتیتوت ᕿᕕᐅᖅ |
| qiyas       | قیاس، قیاس در شرع                                                                            | [RHW]                       | | عربی قِیَاس |
| qoph        | قاف، نوزدهمین حرف الفبای عبری                                                                | [L][C]                      | همچنین به صورت koph | عبری קוף |
| qoob        | املای جایگزین cube به معنی مکعب                                                              | [E]                         | | |
| qorma       | قرمه، یک نوع کاری                                                                            | [Co]                        | معمولاً به صورت korma | فارسی→اردو قورمه |
| q.s.        | به اندازه کافی                                                                               | [MW]                        | | لاتین quantum sufficit یا quantum satis                                                                                              |
| QWERTY      | طرح بندی صفحه کلید انگلیسی استاندارد                                                         | [ODE][COD][LC][C][AOX][OED] | مفرد qwertys یا qwerties | بر اساس اولین حروف در ردیف بالای کیبورد با چیدمان QWERTY نامگذاری شده است                                                            |
| qyrghyz     | قرقیز، مردم قرقیزستان                                                                        | [MW]                        | بیشتر از کلمه kyrgyz استفاده می‌شود | |
| rencq       | املای منسوخ rank                                                                             | [OED]                       | | |
| sambuq      | سنبوق، یک نوع جهاز، یک قایق کوچک عربی                                                        | [OED]                       | | عربی سَنْبُوک |
| sheqel      | شکل، واحد وزن در اصل در بین‌النهرین استفاده می‌شد. واحد پول اسرائیل، به ۱۰۰ آگوروت تقسیم می‌شود | [MW]                        | مفرد sheqels یا sheqalim؛ معمولاً به شکل shekel نوشته می‌شود                                                                                         | عبری שקל، ییدیش ניי-שקל |
| souq        | سوق، یک بازار عربی                                                                           | [ODE][C][OED][AOX]          | همچنین به صورت sooq ,soq, suq ,souk ,esouk یا suk                                                                                                  | عربی سُوق (sūq) |
| talaq       | طلاق، طلاق در اسلام                                                                          | [ODE][C][OED]               | | عربی طَلَاق (talāq) |
| taluq       | یک نوع تقسیم کشوری در هند و پاکستان                                                          | [OED]                       | همچنین به صورت taluk یا talook | عربی→اردو تَعَلُّقَة (ta'alluqa) «ارتباط، رابطه»                                                                                          |
| taluqdar    | شخصی که درآمدهای یک تالوق (taluq) را جمع‌آوری می‌کند                                           | [OED]                       | همچنین به صورت talukdar یا talookdar | عربی→اردو تعلقدار (ta'alluq-dar) «صاحب زمین، مالک یک سر زمین، ارباب عمارت»                                                           |
| taluqdari   | یک نوع مالکیت زمینی در هند                                                                   | [OED]                       | | |
| taqiya      | تقیه، پنهان کردن ایمان به اسلام به دلیل ترس از آزار و اذیت                                   | [RHW]                       | همچنین به صورت taqiyah [RHU]، یا capitalised | عربی التَقِیَّة |
| taqlid      | تقلید، پذیرش ارتدوکسی مسلمانان                                                               | [RHW]                       | | عربی تَقْلِید |
| tariqa      | طریقت، یک روش صوفی برای توسعه معنوی، یا یک مبلغ صوفی                                         | [E][AOX]                    | همچنین به صورت tariqat [E] یا tarika | عربی طَرِیق |
| tranq       | مُسکن                                                                                         | [OED]                       | همچنین به صورت trank [OED] | حذف پایانی از tranquilizer |
| tsaddiq     | زدیک، در یهودیت، عنوان برای شخص صالح                                                         | [C][OED]                    | مفرد tsaddiqs یا tsaddiqim؛ همچنین به صورت tzaddiq [C] ،tzadik یا tzaddik نوشته می‌شود                                                              | عبری צדיק |
| umiaq       | یک نوع قایق                                                                                  | [OSPD4]                     | همچنین به صورت umiak ,umialak ,umiac oomiac یا oomiak                                                                                              | |
| waqf        | وقف، نوعی عمل خیریه در اسلام                                                                 | [ODE][C][OED]               | همچنین به صورت wakf؛ مفردwaqf [ODE][C][OED] یا waqfs [C][OED]                                                                                      | عربی، «توقف» از وَقَفَ، «ایست» |
| yaqona      | نوشیدنی مست کننده فیجی، کاوا                                                                 | [C][OED]                    | | فیجیایی yaqona، که در آن q به صورت [ŋɡ] تلفظ می‌شود                                                                                   |

## کاربرد در اسکربل
در بسیاری از بازی‌های کلمه‌ای، به ویژه در اسکربل، بازیکن باید یک کلمه را با استفاده از مجموعه خاصی از حروف بسازد. اگر بازیکنی ملزم به استفاده از حرف Q است درحالی که U ندارد، ممکن است بتوان با کلمات این فهرست بازی کرد. با این حال همه کلمات این لیست در بازی‌های مسابقات اسکربل قابل قبول نیستند. مسابقات اسکربل در سراسر جهان از مجموعه واژگان خود از دیکشنری‌های منتخب استفاده می‌کند که ممکن است شامل همه کلمات ذکر شده در اینجا نباشد.
Qi رایج‌ترین کلمه در مسابقات اسکربل است، و در سال ۲۰۰۶ به لیست رسمی کلمات آمریکای شمالی اضافه شد.
کلمات دیگر ذکر شده در این مقاله مانند suq , umiaq یا qiviut نیز قابل قبول هستند، اما از آنجا که این واژه‌ها حاوی U هستند، احتمالاً در موقعیت نامبرده مفید نخواهد بود.

## فهرست واژه‌نامه‌های ذکر شده
- [AH]: The American Heritage Dictionary (4 ed.). Dell. 2001. ISBN 0-440-23701-7.
- [AHC]: American Heritage College Dictionary (4 ed.). Houghton Mifflin. 2007. ISBN 978-0-618-83595-9.
- [AOX]: "Ask Oxford". Archived from the original on 23 June 2011. Retrieved July 27, 2009.
- [C]: Chambers Dictionary (9 ed.). Chambers. 2003. ISBN 0-550-10105-5.
- [Co]: Collins English Dictionary (3 ed.). HarperCollins. 1994. ISBN 0-00-470678-1.
- [COD]: Concise Oxford Dictionary (8 ed.). Clarendon. 1990. ISBN 0-19-861200-1.
- [E]: "Microsoft Encarta online dictionary". Archived from the original on October 31, 2009. Retrieved May 29, 2006.
- [L]: The Longman Dictionary of the English Language (5 ed.). Longman. 1988. ISBN 0-582-55511-6.
- [LC]: The Longman Dictionary of the English Language (4 ed.). Longman. 2003. ISBN 0-582-77649-X.
- [MW]: Merriam-Webster's Collegiate Dictionary (11 ed.). Merriam-Webster. 2003. ISBN 0-87779-809-5.
- [MWO]: "Merriam-Webster online dictionary". Retrieved May 29, 2006.
- [ODE]: Oxford Dictionary of English (2 ed.). Oxford UP. 2003. ISBN 0-19-861347-4.
- [OED]: Oxford Dictionary of English. Oxford UP. 2003. ISBN 0-19-861347-4.
- [OSPD4]: The Official Scrabble Players Dictionary (4 ed.). Merriam-Webster. 2005. ISBN 0-87779-929-6.
- [RHU]: Random House Unabridged Dictionary (2 ed.). Random House. 1998. ISBN 0-517-19931-9.
- [RHW]: Random House Webster's Unabridged Dictionary (2 ed.). Random House. 2005. ISBN 0-375-42599-3.
- [SOED]: The Shorter Oxford English Dictionary on Historical Principles (3 ed.). Clarendon. 1992. ISBN 0-19-861294-X.
- [TWL]: |Official Tournament and Club Word List (2 ed.). Merriam-Webster. 2006. ISBN 0-87779-635-1.
- [W]: Random House Webster's Collegiate Dictionary. Random House Reference. 2000. ISBN 0-375-42560-8.
- [WI]: Webster's Third New International Dictionary, Unabridged. Merriam-Webster. 2002. ISBN 0-87779-201-1.